# Picardische herdershond
De Picardische herdershond is een hondenras.

## Geschiedenis
De Picardische herdershond zou rond 800 met de Kelten in Picardië zijn gekomen. De Eerste en Tweede Wereldoorlog hebben het ras zwaar gedecimeerd en er waren te weinig fokdieren. Mede hierdoor is het ras ingefokt.

## Uiterlijk
De oren van de Picardische herdershond zijn middelgroot en staande. De vacht is ruw, recht en dicht. Hij bestaat in de kleuren fauve en grijs. Afhankelijk van het geslacht bereikt hij een schofthoogte van 55 - 68 centimeter en een gewicht van 23-32 kilogram.

## Karakter
De Picardische herdershond is geen hond voor beginners. Zoals alle herders is het een zelfstandige, soms ook eigenwijze hond, wat voor zijn opgave ook nodig was.
Australian stumpy tail cattle dog ·
Australische herder ·
Australische veedrijvershond ·
Bearded collie ·
Beauceron ·
Belgische herder ·
Bergamasco ·
Berghond van de Maremmen en Abruzzen ·
Bobtail ·
Boheemse herder ·
Bordercollie ·
Bouvier des Ardennes ·
Bouvier (des Flandres) ·
Briard ·
Ca de bestiar ·
Cão da Serra de Aires ·
Cão de fila de São Miguel ·
Catalaanse herder ·
Ciobanesc romanesc carpatin ·
Ciobanesc romanesc mioritic ·
Duitse herder ·
Hollandse herder ·
Karpatische herdershond ·
Kelpie ·
Komondor ·
Kroatische herder ·
Kuvasz ·
Lancashire heeler ·
Miniature American Shepherd ·
Mudi ·
Picardische herdershond ·
Polski owczarek nizinny ·
Puli ·
Pumi ·
Pyrenese herdershond ·
Saarlooswolfhond ·
Schapendoes ·
Schipperke ·
Schotse herdershond ·
Sheltie ·
Slovenský čuvač ·
Tatrahond ·
Tsjecho-Slowaakse wolfhond ·
Welsh corgi Cardigan ·
Welsh corgi Pembroke ·
Zuid-Russische owcharka ·
Zwitserse witte herder